# انحراف قطار سانت ميشيل دى مارين
انحراف قطار سانت ميشيل دى مارين هو حادث قطار وقع في 12 ديسمبر 1917، كان القطار يحمل ما لا يقل عن 1000 جندي فرنسي في طريقهم في طريقهم إلى المنزل بعد مشاركتهم في الحملة الإيطالية  في الحرب العالمية الأولى. انحراف القطار وما تلاه من حريق أدى إلى مقتل أكثر من 675 شخصًا. ويعتبر هذا الحادث الأكثر دمية في تاريخ سكك الحديد في فرنسا.